# Essindi Mindja
Essindi Mindja, né le 24 mai 1955 à Ekang et mort le 25 juillet 2005 à Paris, est un comédien et humoriste camerounais .

## Biographie

### Enfance, éducation et débuts
Essindi Mindja est né en 1955. Il est un ancien du Collège François-Xavier Vogt et formé à l'École normale supérieure de Yaoundé.
Élève studieux, il s'intéresse très tôt à la littérature théâtrale, dévorant les classiques du genre. Dès ses années de collège, sa passion pour le théâtre se manifeste clairement, ce qui l'amène à former une troupe amateur. Bien qu'il fasse parfois preuve d'espièglerie en classe, il commence parallèlement à écrire ses premières pièces, qui seront ensuite présentées au Centre culturel français et à l'Institut Goethe.
Avec un groupe de passionnés, dont Essindi Mindja, il parcourt les quartiers, se produisant lors de divers événements festifs, notamment des mariages, pour divertir les convives. Son talent s'affine également grâce à sa participation à l'émission radiophonique "La roue libre" sur Radio Cameroun.
Il est très proche de Claude Ndam.

### Carrière
Il fait partie des comédiens radio francophones camerounais des années 1980 et 1990. Spécialisé dans l'art dramatique, il enseigne au lycée Leclerc de Yaoundé. Il meurt à l’hôpital Saint-Louis de Paris le 25 juillet 2005 à Paris.
Il est marié à Rosalie, elle aussi comédienne.

## Filmographie
- 1988 : Chocolat de Claire Denis : Blaise[8],[9]
- 1988 : L'Eau de misère de Jean-Marie Teno (documentaire)
- 1992: Afrique, je te plumerai de Jean-Marie Teno (documentaire)[10]
- 1992 : Quartier Mozart de Jean-Pierre Bekolo : Atango, le couturier
- 2005 : Les Saignantes de Jean-Pierre Bekolo : Essomba[11]

## Publication
- Mvet[12],[13],[14].